# Franz Wembacher
Franz Wembacher, né le 15 novembre 1958 à Bischofswiesen, est un lugeur ouest-allemand. Avec son coéquipier Hans Stangassinger, il a été actif dans la première moitié des années 1980. Il a remporté avec Stangassinger l'épreuve olympique des Jeux olympiques d'hiver de 1984 à Sarajevo. 
Son frère Anton Wembacher a pratiqué la luge à haut niveau.

## Palmarès
- Jeux olympiques
  -  Médaille d'or en luge double aux Jeux olympiques d'hiver de 1984 à Sarajevo
- Championnats du monde de luge
  -  Médaille de bronze en luge double en 1981 à Hammarstrand
  -  Médaille de bronze en luge double en 1983 à Lake Placid

- Championnats d'Europe de luge
  -  Médaille d'argent en luge double en 1984 à Olang
  -  Médaille d'argent en luge double en 1982 à Winterberg

- Coupe du monde
- Meilleur classement général : 2e en 1982-1983